# Killian Dain
Damian Mackle (* 20. Februar 1985 in Belfast, Nordirland, Vereinigtes Königreich), besser bekannt unter seinem Ringnamen Killian Dain, ist ein nordirischer Wrestler, der zuletzt bei World Wrestling Entertainment unter Vertrag stand und regelmäßig in der wöchentlichen Show NXT antrat. In der Independentszene war er zuvor als Big Damo bekannt.
Sein bisher größter Erfolg war der Erhalt der NXT Tag Team Championship als Teil von SAnitY.

## Wrestlingkarriere

### Anfänge und internationale Independent-Szene
Mackle begann seiner Wrestlingkarriere in Schottland. Dort trainierte er bei Robbie Brookside in der NWA Scotland. Danach debütierte er 2005 unter dem Ringnamen Damian O’Connor im Alter von 20 Jahren bei Scottish Wrestling Alliance. Mit Scott Renwick bildete er das Tag Team Britain's Most Wanted, welches zahlreiche Titel in verschieden kleineren Wrestling-Ligen gewinnen konnte. Obwohl sie sich offiziell nie trennten, gingen die beiden ab 2009 getrennte Wege, um sich auf ihre Karrieren als Einzelwrestler zu konzentrieren. Es folgten zahlreiche Auftritte in Irland, Großbritannien, Europa und den USA.
Seine erfolgreichste Zeit in Europa hatte er bei der schottischen Wrestlingliga Insane Championship Wrestling, wo er als Big Damo am 27. Februar 2016 von Chris Renfrew die ICW World Heavyweight Championship gewann. Im Januar 2016 absolvierte er einige Auftritte für Total Nonstop Action Wrestling (TNA). Dort trat er zweimal erfolglos gegen Eric Young um die TNA King of the Mountain Championship an.
In Großbritannien absolvierte er neben Einsätzen für Insane Championship Wrestling und Scottish Wrestling Alliance auch Auftritte für andere dort beheimatete Wrestlingligen, wie zum Beispiel Progress Wrestling, Revolution Pro Wrestling, WhatCulture Pro Wrestling, Premier British Wrestling und IPW:UK. Er trat auch in der deutschen Liga Westside Xtreme Wrestling an sowie für diverse US-amerikanische Wrestlingligen, wie etwa Evolve, Beyond Wrestling oder Absolute Intense Wrestling.
Sein letztes Match in der Independentszene bestritt er am 8. Oktober 2016 bei der englischen Wrestlingliga WhatCulture Pro Wrestling, als er bei deren Veranstaltung WCPW True Legacy gegen Martin Kirby verlor.

### World Wrestling Entertainment
Am 19. Oktober wurde von World Wrestling Entertainment bekannt gegeben, dass Mackle einen Vertrag unterschrieben habe. Dort war er anfangs ein Teil von NXT, der Aufbauliga der WWE. Bei WWE-Houseshows trat er als Damian O’Connor oder Damo an.

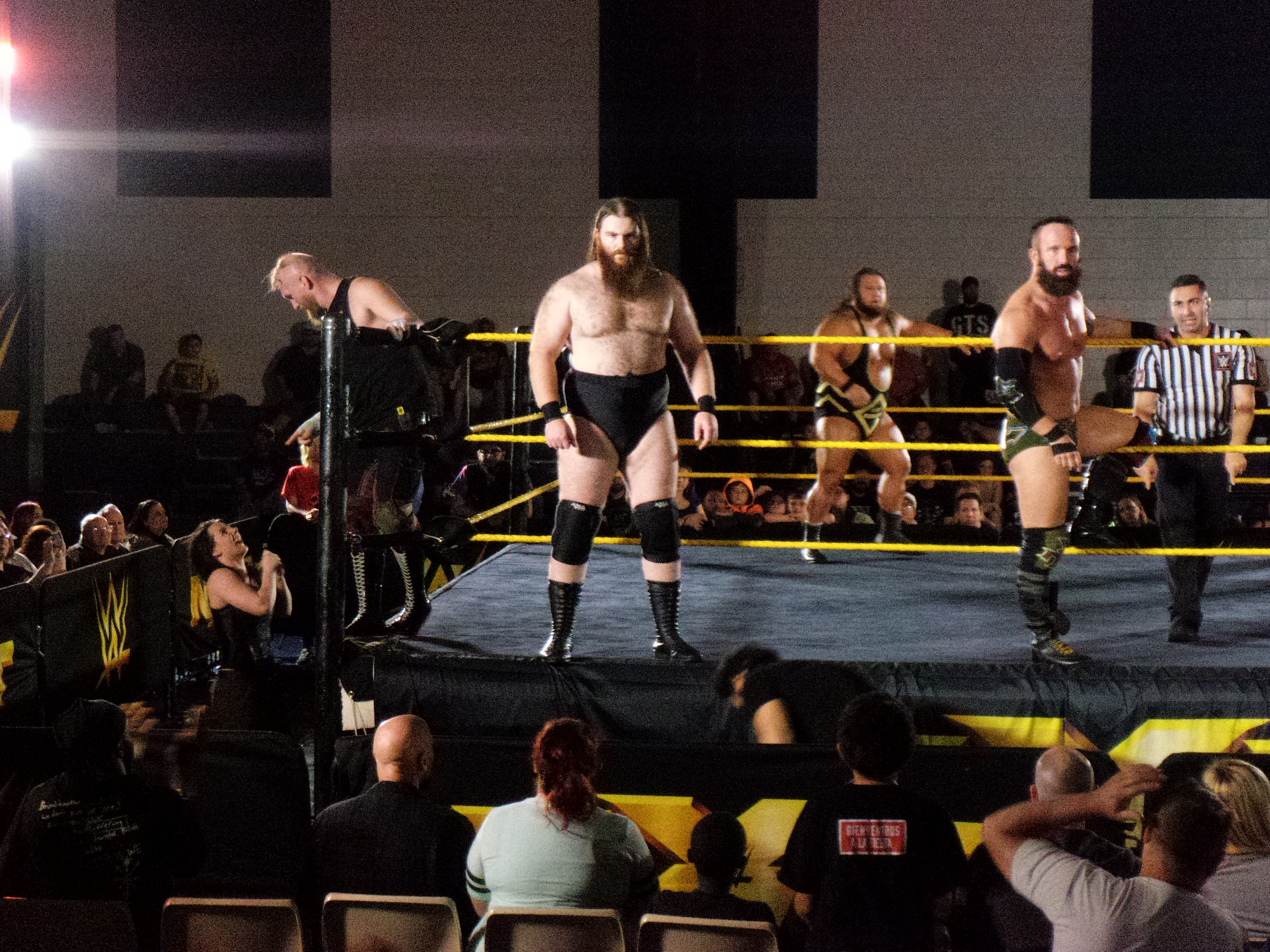
SAnitY bei einer NXT Houseshow: Killian Dain (m.), Alexander Wolfe (l. neben Dain), Nikki Cross (l. neben Wolfe) und Eric Young (r. neben dem Schiedsrichter)

Sein Fernsehdebüt feierte er am 7. Dezember 2016 bei NXT, als er in das Match zwischen SAnitY und No Way Jose & Rich Swann eingriff, indem er No Way Jose attackierte und SAnitY damit zum Sieg verhalf. Am 18. Januar 2017 schloss er sich offiziell dem Stable SAnitY (bestehend aus Eric Young, Alexander Wolfe, Sawyer Fulton, Nikki Cross) an, nachdem er zuvor Tye Dillinger angegriffen hatte. Er ersetzte damit Sawyer Fulton als Mitglied der Gruppierung, da dieser einige Wochen zuvor innerhalb der Storyline von Eric Young, dem Anführer von SAnitY, aus dem Stable geworfen worden war. Nach seinem Einstieg bei SAnitY bekam Mackle den neuen Ringnamen Killian Dain.
Bei WWE WrestleMania 33 bestritt er sein erstes Match im Hauptroster als Teilnehmer an der André the Giant Memorial Battle Royal. Dort war er einer der letzten drei Wrestler im Ring. Er wurde vom späteren Sieger Mojo Rawley eliminiert.
Am 19. August 2017 bei NXT TakeOver: Brooklyn III gewannen seine Stable-Kollegen Eric Young und Alexander Wolfe von den Authors of Pain die NXT Tag Team Championship. Durch die Freebird Rule wurde er dadurch ebenfalls Champion. Am 18. November 2017 bestritt er gemeinsam mit Eric Young und Alexander Wolfe das erste War Games-Match der WWE seit 17 Jahren, gegen The Undisputed Era und The Authors of Pain, die zusammen mit Roderick Strong antraten. Die NXT Tag Team-Titel verloren er und Eric Young bei der NXT-Ausgabe vom 20. Dezember 2017 an The Undisputed Era (Bobby Fish & Kyle O’Reilly).
Am 7. April 2018 war Dain bei NXT TakeOver: New Orleans Teil des Six-Man-Ladder-Matches um die neueingeführte NXT North American Championship, wobei er aber erfolglos blieb.
Beim WWE Superstar Shake-up, welcher am 16. und 17. April 2018 stattfand, wurden bis auf Nikki Cross alle Stable-Mitglieder von SAnitY am 17. April ins Hauptroster der WWE versetzt. Seitdem waren Dain, Eric Young und Alexander Wolfe ein Teil des SmackDown-Rosters. Jedoch wurde die Gruppierung kaum eingesetzt und mit dem nächsten Superstar Shake Up am 15. April 2019 aufgelöst. Dain kehrte damit gleichzeitig zu NXT zurück. Dort bestritt er am 23. November 2019 ein Triple Threat Match gegen Pete Dunne und Damien Priest, um den nächsten Herausforderer für die NXT Championship zu ermitteln. Dieses Match verlor er jedoch.
Im Juni 2020 gründete er ein Tag Team mit Drake Maverick. Am 8. April 2021 gewannen sie bei NXT TakeOver: Stand and Deliver ein Match gegen Breezango Fandango und Tyler Breeze. Hiermit sicherten sie sich eine Chance auf die NXT Tag Team Championship. Am 25. Juni 2021 wurde er von der WWE entlassen.

## Sonstiges
- Mackle war Torhüter für seine Fußball-Universitätsmannschaft. Zudem spielte er auf Universitätsniveau Rugby Union, Basketball und trainierte Judo.
- Die Wrestler Sting und der Ultimate Warrior haben ihn nach eigenen Angaben inspiriert. Zudem hatte der irische Wrestler Fit Finlay großen Einfluss auf seinen Wrestling-Stil und ist, nach Mackles Angaben, die größte Inspiration für seinen Erfolg.
- Im Jahr 2009 übernahm er die Source Wrestling School und trainierte angehende Wrestler. Unter seinen damaligen Schülern waren die bekannten Wrestler Joe Coffey, Joe Hendry und seine spätere Stable-Kollegin aus NXT, Nikki Cross. Diese heiratete er am 17. Januar 2019.

## Wrestlingerfolge
World Wrestling Entertainment
- 1× NXT Tag Team Championship (mit Alexander Wolfe & Eric Young)

3 Count Wrestling
- 1× 3CW Tag Team Championship (mit Scott Renwick)

Insane Championship Wrestling
- 1× ICW World Heavyweight Championship

Pride Wrestling
- 1× Pride Wrestling Championship

Reckless Intent Wrestling
- 1× Reckless Intent Hardcore Championship
- 1× Reckless Intent Heavyweight Championship

Scottish Wrestling Alliance
- 1× SWA Laird of the Ring Championship
- 6× SWA Tag Team Championship (jeweils 4× mit Scott Renwick, 1× Pete O’Neil und Micken)

Scottish Wrestling Entertainment
- 1× SWE Heavyweight Champion

What Culture Pro Wrestling
- 1× WCPW Championship

What Culture Pro Wrestling
- 1× WCPW Championship

World Wide Wrestling League
- 1× W3L Heavyweight Champion
- 1× W3L Tag Team Championship (mit Scott Renwick)

X Wrestling Alliance
- 1× XWA British Heavyweight Champion